# Nanaloricida
Nanaloricida är en ordning av djur. Nanaloricida ingår i fylumet korsettdjur och riket djur.
Nanaloricida är enda ordningen i fylumet Loricifera.